# Subregión de los Pantanos (Tabasco)

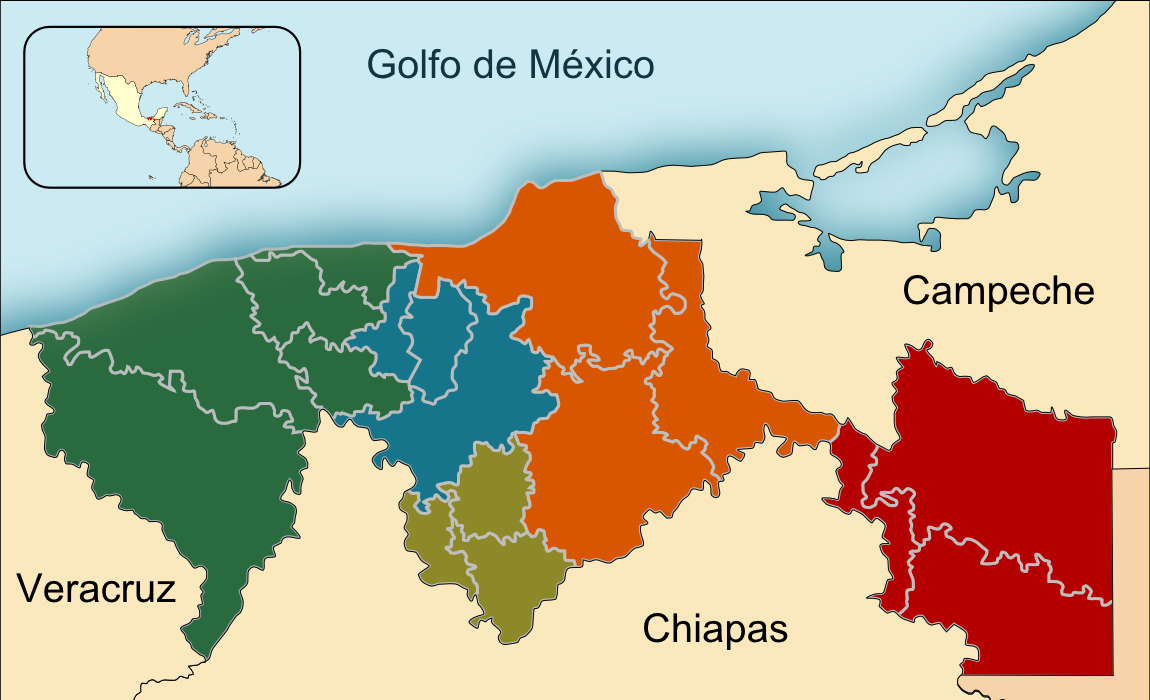
Subregiones productivas de Tabasco:
La Chontalpa
Centro
La Sierra
Pantanos
Los Ríos

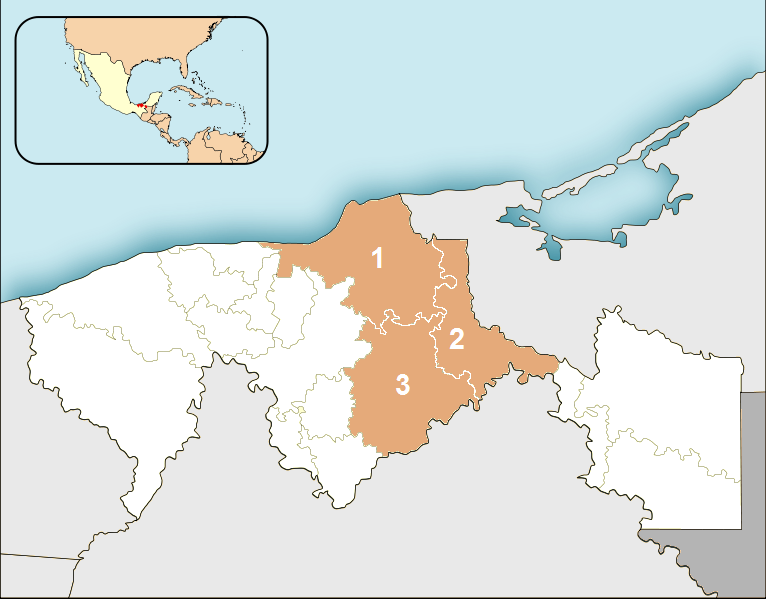
Municipios de la Subregión de los Pantanos: 1)Centla 2)Jonuta 3)Macuspana.

Los Pantanos es una de las regiones productivas en las que se divide el estado de Tabasco, en México. Su denominación es debida a que en esta zona confluyen los ríos Grijalva y Usumacinta, formándose numerosas marismas, lagunas y pantanos al estancarse el agua debido al relieve plano y con poca o ninguna variación.
Esta subregión se encuentra dentro de la región hidrográfica del Río Usumacinta; a la que también pertenece la subregión de los Ríos. Su superficie es de 6.588,39 km², lo que representa el 33,74% del total del estado; y su población, según cifras del INEGI era de 249.704 habitantes en el año 2000, es decir, el 13,22% de la población total de la entidad.
Está formada por tres municipios, que se encuentran en la parte centro-noreste del estado: Centla, Jonuta y Macuspana; esta subregión es de formación reciente, y algunos textos no la consideran, contando a sus municipios como pertenecientes a la región de los Ríos o la Sierra.
Es en los Pantanos donde se encuentra la Reserva de la biosfera de los Pantanos de Centla, patrimonio natural de la nación; la cual protege y conserva una extensión de 302.706 has de humedales, una de las áreas más extensas de Mesoamérica con este ecosistema.
- Datos: Q6134894